# 大洋山岛
30°35′12″N 122°04′37″E / 30.586624052828366°N 122.07684203982353°E
大洋山是中華人民共和國浙江省舟山群岛的一个岛屿，位于舟山群岛西北部。洋山开港前总面积6.56平方公里，其中陆地面积4.19平方公里，洋山建港后，大洋山南部进行了填海，兴建了云鹭苑等居民小区。

## 人口
2000年人口普查时，共有9,256人。因洋山港兴建，小洋山岛上居民有部分迁移至大洋山，入住新建的小区云鹭苑。

## 行政
属于嵊泗县洋山镇，镇政府设于岛上。岛上设有滨海社区、圣港社区、雄洋社区、城东社区4个社区居民委员会。